# Varg Königsmark
Varg Königsmark (né le 28 avril 1992 à Bergen en Rügen) est un athlète allemand, spécialiste du 400 mètres haies. 

## Biographie
En 2011, Varg Königsmark remporte le titre sur 400 mètres haies lors des championnats d'Europe juniors, devant le Belge Stef Vanhaeren et l'Italien José Reynaldo Bencosme de Leon. Il fait également partie du relais allemand qui obtient la médaille de bronze sur 4 × 400 mètres.
En 2014, il termine 7e des championnats d'Europe en 49 s 91.

### Palmarès
| Date | Compétition                   | Lieu    | Résultat | Épreuve     | Performance   |
| ---- | ----------------------------- | ------- | -------- | ----------- | ------------- |
| 2010 | Championnats du monde juniors | Moncton | 4e       | 400 m haies | 50 s 47       |
| 2011 | Championnats d'Europe juniors | Tallinn | 1er      | 400 m haies | 49 s 70       |
| 2011 | Championnats d'Europe juniors | Tallinn | 3e       | 4 × 400 m   | 3 min 08 s 56 |
| 2014 | Championnats d'Europe         | Zurich  | 7e       | 400 m haies | 49 s 91       |

### Records
| Épreuve          | Performance | Lieu   | Date         |
| ---------------- | ----------- | ------ | ------------ |
| 400 mètres haies | 49 s 12     | Zurich | 13 août 2014 |